# Angela Douglas
Angela Douglas, född Angela Josephine MacDonagh 29 oktober 1940 i Gerrards Cross, Buckinghamshire, är en brittisk skådespelerska.

## Rollista i urval
- 1961, 1969 – The Avengers (TV-serie)
- 1963 – Spexmakaren
- 1965 – Carry on Cowboy
- 1967 – Helgonet (TV-serie)
- 1968 – Nu tar vi vicekungen i Khyberdalen
- 1989 – Doctor Who (TV-serie)
- 1996 – Hamlet
- 1999 – This Year's Love
- 2001 – Tillbaka till Aidensfield (TV-serie)
- 2002 – The Four Feathers